# Telegdi Csanád
Telegdi Csanád (Mezőtelegd, 1280 körül – ?, 1349. december) esztergomi érsek.

## Életrajza
Ősrégi előkelő és dúsgazdag család sarjaként 1280 körül született a várad-melléki Mezőtelegden. A Csanád nemzetség elei Szent István királlyal is rokonságban voltak. A nemzetség roppant terjedelmű birtokai Bihar, Csanád, Temes, Szerém, Vas, Győr és Mosony vármegyékben, a Száván túl a Macsói bánságban és Erdélyben még a 14. században is a Csanád nemzetsége kezén voltak. A Csanád-nemzetség tagjai közül többen is, köztük Miklós, Csanád érsek öccse, később csanádi főispán, vérük hullatásával is kitüntették magukat az Anjouk védelmében és szolgálatában, melyben velük tartottak rokonaik, a Debreceniek és Toldiak is.
Apja Tamás, nagyapja Pongrác voltak. Három testvére volt: bátyja Lőrinc, két öcscse: Miklós és Pongrác voltak. Nővéreinek egyike Vásári Miklós erdélyi alvajda felesége és Vásári Miklós esztergomi érseknek, Telegdi Csanád utódjának anyja volt; míg másik nővére Toldi Csóka, bihari főispán felesége lett, kinek két fiát: Mihályt és Jánost XXII. János pápa 1320. július 2-án, illetve 1333. október 2-án esztergomi kanonokoknak nevezte ki.
Telegdi Csanád elég fiatalon, már 1295-ben szinte még félig gyermekként a nagyváradi káptalan éneklő kanonokja lett. 1296-1298-ban István kanonok viselte helyette a hivatalt, de azt 1299-ben ismét Csanádnak adta át, ami arra enged következtetni, hogy Telegdi e három év alatt valamely főiskolán járhatott. 1306-ban olvasó kanonok, 1318-ban pedig már prépost volt a váradi káptalanban. 1322-ben egri püspökké választotta az ottani káptalan. 1330-ban az esztergomi érseki méltóságra emeltetett. Itt 1331-ben székesegyházát javíttatta ki és két kápolnát építtetett hozzá, mindezt fejedelmi fénnyel. Javíttatta, bővíttette az érseki palotát, a várat és több palotát építtetett a városban. 1336-ban felújította és még egyszer annyival megszaporította a Szent Györgyről nevezett esztergomi társas káptalant és dúsan dotálta; azonkívül 1335-ben saját családi birtokán Telegden zárdát építtetett a Szent Ferenc rendjének.
Telegdi Csanád keresztatyja volt Károly Róbert fiának, Istvánnak. Ezen királyi kegyek dacára Nagy Lajost atyja életében, mielőtt a nemzet is királlyá választotta volna, megkoronázni Róbert Károly sürgetésére is vonakodott; az egyháznak és érsekségének jogait a király túlkapásai ellen nem egyszer erélyesen védelmezte. Az ország kormányzásának terhe két ízben nehezedett vállaira. Először Nagy Lajos uralkodásának első éveiben 1343-ban, mikor Erzsébet özvegy anyakirályné Olaszországba ment, másodszor, mikor maga Lajos járt Nápolyban, öccsének, Andrásnak meggyilkolását megbosszulni.
Gyászbeszédet mondott Károly Róbert fölött, egy másik beszéddel pedig a trónra lépő Nagy Lajost üdvözölte. (Az utóbbi beszéd nem maradt reánk. Az előbbinek egyes részeit felvették a dubniczi, budai és Thuróczy-féle krónikák.)